# Ousse
Ousse település Franciaországban, Pyrénées-Atlantiques megyében. Lakosainak száma 1667 fő (2022. január 1.). Ousse Artigueloutan, Assat, Bordes, Lée és Sendets községekkel határos.

## Népesség
A település népességének változása:
| Lakosok száma | 1620 | 1670 | 1711 | 1661 | 1659 | 1669 | 1672 | 1663 | 1667 |
|               | 2013 | 2015 | 2016 | 2017 | 2018 | 2019 | 2020 | 2021 | 2022 |